# Ouargla
Ouargla   este un oraș  în  Algeria. Este reședința  provinciei  Ouargla.